# Ford Taurus

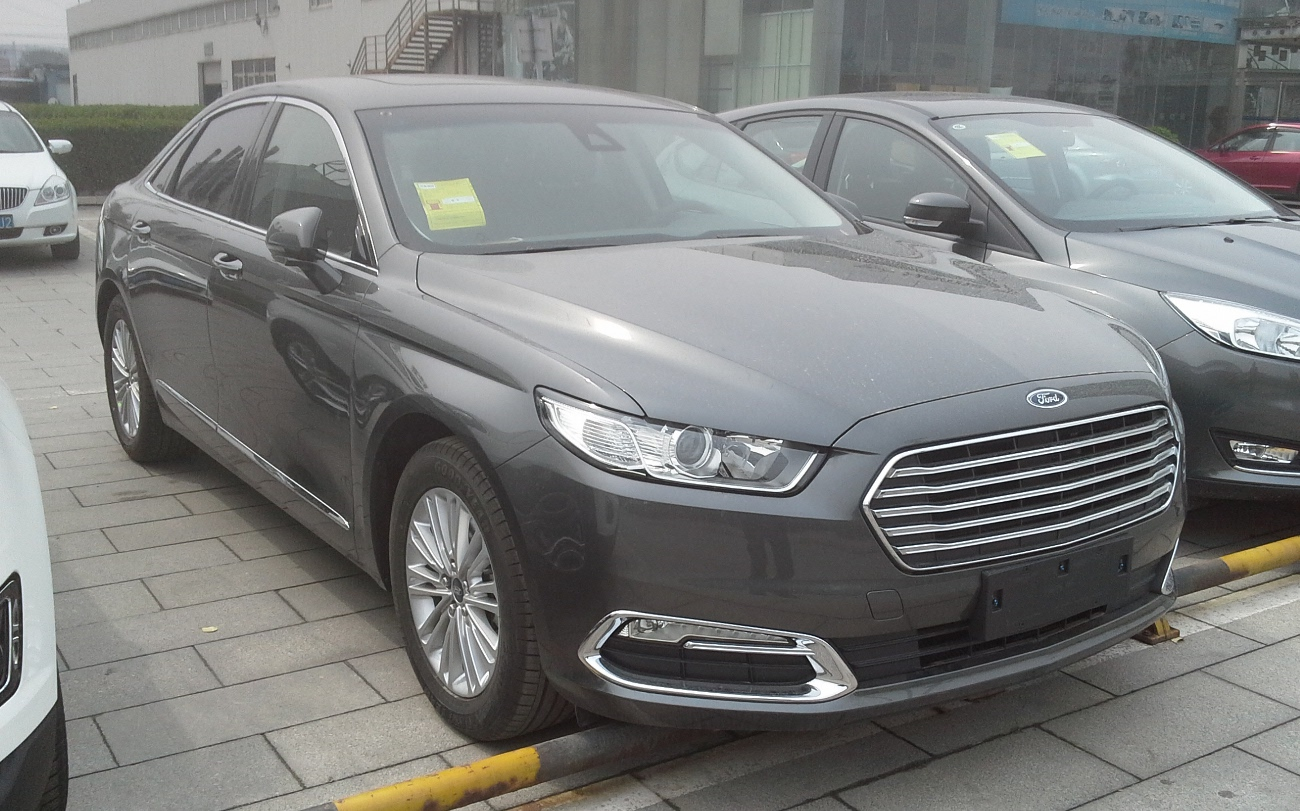
Ford Taurus.

Ford Taurus är en personbil från amerikanska Ford. Den har funnits i fyra generationer sedan 1985.